# 鲁容贝罗克

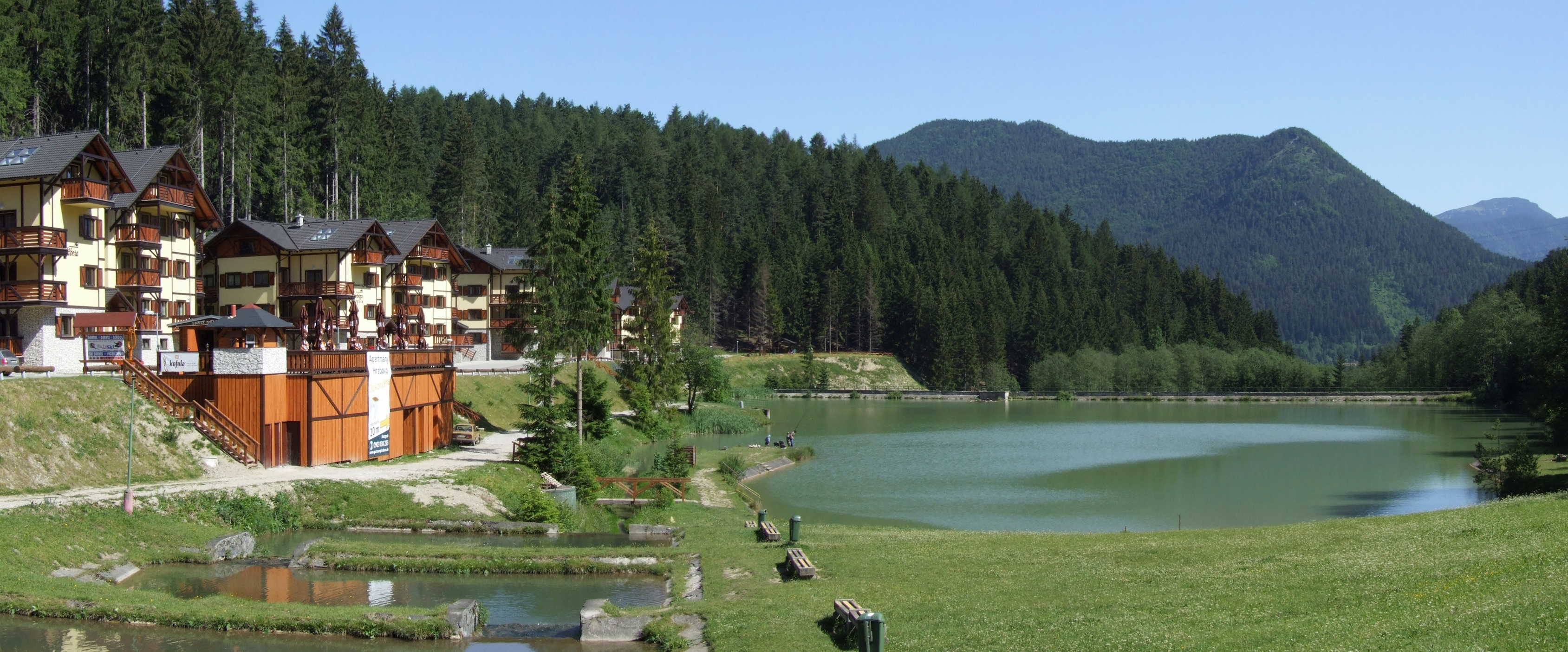
鲁容贝罗克风景

鲁容贝罗克（音译：罗森贝格）是斯洛伐克北部的一个城镇，位于历史上的利普托夫（Liptov）地区，人口约3万人。

## 历史
从10世纪下半叶至1918年，它是匈牙利王国的领土。关于这个地区的最早的记载是1233年。该镇由喀尔巴阡德国人建立。1318年得到城镇权。1340年，匈牙利国王查理·罗贝尔确认了其城镇权并扩展更多权利。然而，由于其归利卡夫卡（Likavka）管辖，其发展被中断。
19世纪，它是斯洛伐克民族运动中心之一。它慢慢地成为匈牙利王国工业和金融中心之一，尤其在1871年卡萨奥得贝格铁路落成之后，当时出现了许多新的工厂，包括纸张和纸浆工厂，以及砖瓦厂和纺织工业。 
1907年，在切尔诺娃发生了切尔诺娃悲剧。 
在奥匈帝国1918年分裂后，鲁容贝罗克成为捷克斯洛伐克的一部分。然而，捷克斯洛伐克于1939年分裂，它被纳入第一斯洛伐克共和国，并成为塔特拉县的县治。1945年它再度成为捷克斯洛伐克的一部分，1993年捷克斯洛伐克解体后，它成为斯洛伐克的领土。 1995年，鲁容贝罗克成为了一座城市。 

## 人口统计数据
根据2001年人口普查，这个镇有30417名居民。其中 96.64％的居民为斯洛伐克人人，0.95％为罗马人，0.87％为捷克人。